# Haubrücke
Eine Haubrücke ist ein flaches, T-förmiges Werkzeug aus Metall, das im Dachdeckerhandwerk zum Bearbeiten von Schieferplatten zur Eindeckung von Dächern oder auch für Fassaden verwendet wird. Mittels eines Schieferhammers werden die Platten über der Haubrücke geschlagen, indem diese auf die gerade bzw. gebogene Seite aufgelegt und mit dem Schieferhammer bearbeitet werden, um Rundungen, Nagellöcher etc. zu erhalten. Es gibt gerade und gebogene Haubrücken. Die gebogenen werden verwendet, um Naturschieferplatten zu bearbeiten, die geraden sind geeigneter für Faserzementplatten.